# Norbornadieen
Norbornadieen is een bicyclische organische verbinding met als brutoformule C7H8. De molecule kan voorgesteld worden als een 1,4-cyclohexadieenring, waarin een extra brug aanwezig is van één koolstofatoom. De verbinding is structureel verwant aan norborneen, waarin slechts één dubbele binding aanwezig is. Norbornadieen en zijn derivaten zijn van groot wetenschappelijk belang vanwege hun ongebruikelijke geometrie en bijzondere reactiviteit. Het commercieel verkrijgbare preparaat wordt gestabiliseerd door een kleine hoeveelheid butylhydroxytolueen (BHT).

## Synthese
Het koolstofskelet van norbornadieen is gebaseerd op de diels-alderreactie tussen cyclopentadieen en ethyn:

## Eigenschappen en reacties
Norbornadieen kan met behulp van licht omgezet worden in zijn isomeer quadricyclaan. Hierbij wordt acetofenon als fotonentrigger voor de reactie gebruikt.
Het norbornadieen-quadricyclaan koppel is mogelijk interessant als opslagmogelijkheid voor zonne-energie, maar de hoge ringspanning in quadricyclaan stelt hierbij grote problemen. Daarnaast wordt onderzocht of quadricyclaan bruikbaar is als brandstof. De grote energie-inhoud van het molecule (opgeslagen in de ringspanning) en de voor een koolwaterstof hoge dichtheid maken deze stof een goede kandidaat. Quadricyclaan reageert snel met diënofielen in cycloaddities.
Norbornadieen en enkele derivaten ervan vormen ook organometaalcomplexen, waarbij het zowel 2 als 4 elektronen (monodentaat respectievelijk bidentaat ligand) kan doneren in de complexvorming. Daarnaast zijn ook sandwichverbindingen zoals tetracarbonyl(norbornadieen)chroom(0) zijn bekend. Dit complex wordt veel gebruikt om chroomtetracarbonyl aan bidentate fosfineliganden te koppelen.
Norbornadieen is het uitgangsmateriaal voor de synthese van diamantaan en sumaneen. Het feit dat de reactie tussen cyclopentadieen en ethyn een reversibel proces is, maakt dat norbornadieen geschikt is als synthon wordt gebruikt.